# Tadżykistan na Igrzyskach Azjatyckich 2018
Tadżykistan na Igrzyskach Azjatyckich 2018 – jedna z reprezentacji uczestnicząca na igrzyskach azjatyckich rozegranych w Dżakarcie i Palembangu w dniach 18 sierpnia – 2 września. W kadrze wystąpiło 81 zawodników w 16 dyscyplinach, którzy zdobyli łącznie 7 medali (4 srebrne i 3 brązowe). Chorążym podczas ceremonii otwarcia został zapaśnik Rustam Iskandari.

## Medale
| Medal  | Zawodnik                | Dyscyplina            | Konkurencja     | Data        |
| ------ | ----------------------- | --------------------- | --------------- | ----------- |
| srebro | Dilszod Nazarow         | Lekkoatletyka         | Rzut młotem (M) | 26 sierpnia |
| srebro | Behruzi Chodżazoda      | Kurash                | –81 kg (M)      | 29 sierpnia |
| srebro | Szahrijor Daminow       | Kajakarstwo klasyczne | C1 1000 m (M)   | 30 sierpnia |
| srebro | Umed Chasanbekow        | Sambo                 | –90 kg (M)      | 1 września  |
| brąz   | Komronszoch Ustopirijon | Judo                  | –90 kg (M)      | 31 sierpnia |
| brąz   | Szakarmamad Mirmamadow  | Judo                  | +100 kg (M)     | 31 sierpnia |
| brąz   | Komronszoch Ustopirijon | Sambo                 | –90 kg (M)      | 1 września  |

| Medale według dni | Medale według dni | Medale według dni | Medale według dni | Medale według dni | Medale według dni |
| Dzień             | Data              | złoto             | srebro            | brąz              | Razem             |
| ----------------- | ----------------- | ----------------- | ----------------- | ----------------- | ----------------- |
| 1                 | 19 sierpnia       | 0                 | 0                 | 0                 | 0                 |
| 2                 | 20 sierpnia       | 0                 | 0                 | 0                 | 0                 |
| 3                 | 21 sierpnia       | 0                 | 0                 | 0                 | 0                 |
| 4                 | 22 sierpnia       | 0                 | 0                 | 0                 | 0                 |
| 5                 | 23 sierpnia       | 0                 | 0                 | 0                 | 0                 |
| 6                 | 24 sierpnia       | 0                 | 0                 | 0                 | 0                 |
| 7                 | 25 sierpnia       | 0                 | 0                 | 0                 | 0                 |
| 8                 | 26 sierpnia       | 0                 | 1                 | 0                 | 1                 |
| 9                 | 27 sierpnia       | 0                 | 0                 | 0                 | 0                 |
| 10                | 28 sierpnia       | 0                 | 0                 | 0                 | 0                 |
| 11                | 29 sierpnia       | 0                 | 1                 | 0                 | 1                 |
| 12                | 30 sierpnia       | 0                 | 1                 | 0                 | 1                 |
| 13                | 31 sierpnia       | 0                 | 0                 | 2                 | 2                 |
| 14                | 1 września        | 0                 | 1                 | 1                 | 2                 |
| 15                | 2 września        | 0                 | 0                 | 0                 | 0                 |
| Razem             | Razem             | 0                 | 4                 | 3                 | 7                 |

| Medale według dyscyplin | Medale według dyscyplin | Medale według dyscyplin | Medale według dyscyplin | Medale według dyscyplin | Medale według dyscyplin |
| Dyscyplina              | złoto                   | srebro                  | brąz                    | Razem                   |                         |
| ----------------------- | ----------------------- | ----------------------- | ----------------------- | ----------------------- | ----------------------- |
| Judo                    | 0                       | 0                       | 2                       | 2                       |                         |
| Kajakarstwo klasyczne   | 0                       | 1                       | 0                       | 1                       |                         |
| Kurash                  | 0                       | 1                       | 0                       | 1                       |                         |
| Lekkoatletyka           | 0                       | 1                       | 0                       | 1                       |                         |
| Sambo                   | 0                       | 1                       | 1                       | 2                       |                         |
| Razem                   | 0                       | 4                       | 3                       | 7                       |                         |

| Medale według płci | Medale według płci | Medale według płci | Medale według płci | Medale według płci | Medale według płci |
| Płeć               | złoto              | srebro             | brąz               | Razem              |                    |
| ------------------ | ------------------ | ------------------ | ------------------ | ------------------ | ------------------ |
| Mężczyźni          | 0                  | 4                  | 3                  | 7                  |                    |
| Kobiety            | 0                  | 0                  | 0                  | 0                  |                    |
| Razem              | 0                  | 4                  | 3                  | 7                  |                    |